# Municipio de Yaguajay
Municipio de Yaguajay är en kommun i Kuba.   Den ligger i provinsen Provincia de Sancti Spíritus, i den centrala delen av landet, 300 km öster om huvudstaden Havanna. Antalet invånare är 58 938. Arean är 1 032 kvadratkilometer. Municipio de Yaguajay gränsar till კაგუანესის ეროვნული პარკი.
Terrängen i Municipio de Yaguajay är platt åt nordost, men åt sydväst är den kuperad.